# Steffen Eichner
Steffen Eichner (* 9. September 1960 in Zwickau) ist ein deutscher Politiker (SPD). Er ist seit 2021 Staatssekretär im Ministerium für Wissenschaft, Energie, Klimaschutz und Umwelt des Landes Sachsen-Anhalt.

## Leben
Eichner wuchs in Halle auf und besuchte dort die Schule. Er studierte von 1981 bis 1986 Chemie an der Technischen Hochschule Leuna-Merseburg, schloss das Studium als Diplom-Chemiker ab und wurde später promoviert. Anschließend war er von 1986 bis 1990 als wissenschaftlicher Assistent in der Sektion Chemie im Wissenschaftsbereich Heterogene Katalyse an der Technischen Hochschule Leuna-Merseburg tätig. 
Es folgte von 1990 bis 1994 eine Tätigkeit als Beigeordneter und Stellvertreter des Landrates im Landratsamt Merseburg. Dort war er verantwortlich für den Aufbau des Umweltdezernates und übernahm im ersten Quartal 1993 die Ämter des Baudezernates. Danach war er von 1994 bis 2001 2. Beigeordneter und Stellvertreter des Landrates im Landratsamt Merseburg-Querfurt und leitete des Dezernat Bau, Planung, Umwelt sowie das Amt für Wirtschafts- und Fremdenverkehrsförderung, von 2001 bis 2007 war er 2. Beigeordneter und Stellvertreter des Landrates im Landratsamt Merseburg-Querfurt sowie Leiter des Dezernates Bau, Planung, Umwelt, Ordnung, Verkehr und Wirtschaft und zuletzt von 2007 bis 2009 2. Beigeordneter und Stellvertreter des Landrates im Landratsamt Saalekreis und Leiter des Dezernates Bau, Planung, Umwelt.
Eichner wechselte 2009 in die Wirtschaft und war bis 2013 geschäftsführender Gesellschafter einer Umweltberatungsgesellschaft. Er kehrte am 1. August 2013 in den Staatsdienst zurück und war als Vizepräsident des Landesverwaltungsamtes Sachsen-Anhalt für die Abteilung Wirtschaft, Verkehr, Planfeststellungsverfahren, ESF und ab 2019 erweitert um die Bereiche Bau, Denkmalschutz, Kultur und Städtebauförderung verantwortlich.
Er gehört zu den Gründungsmitgliedern des SPD-Kreisverbandes Merseburg und war acht Jahre Kreisvorsitzender. Er ist Vorsitzender der Fraktion von SPD und Bündnis 90/Die Grünen im Stadtrat Merseburg.
Am 16. September 2021 wurde er unter Minister Armin Willingmann (SPD) zum Staatssekretär im Ministerium für Wissenschaft, Energie, Klimaschutz und Umwelt des Landes Sachsen-Anhalt ernannt. Er ist für den Bereich Umwelt zuständig.